# نمایندگی ایالات متحده آمریکا برای انکشاف بین‌المللی
آژانس توسعه جهانی ایالات متحده (به انگلیسی: United States Agency for International Development) هم‌چنین مشهور با نام «اداره توسعه بین‌المللی آمریکا» اداره‌ای نظامی است که توسط ایالات متحده آمریکا تأسیس شده است. هدف این اداره توسعهٔ کمک طولانی و حمایت از افراد کشورهای فاجعه‌زده برای داشتن یک زندگی آزاد و داشتن کشور دارای دموکراسی می‌باشد.
کمک‌های خارجی آمریکا همواره به دو هدف استوارند:
1. پیشبرد منافع سیاست خارجی آمریکا در گسترش دموکراسی و بازار آزاد در کشورهای در حال توسعه.
2. همکاری با آن‌ها تا زمینه انکشاف مهیا گردد.

این اداره مصرف‌کننده ۱٫۵ درصد بودجهٔ فدرال می‌باشد.

## تاریخچه
در سال ۱۹۱۵ دولت آمریکا در زمان هربرت هوور کمک طولانی خویش را به دولت بلژیک پس از جنگ آلمان اجرا نمود.
در ۳۰ ژوئن ۱۹۴۵ دولت آمریکا در مارشال پلان اعمار اروپا بنام (ECA) سهم‌گیری نمود.
در سال ۱۹۵۱ که جنگ کره آغاز گردیده بود دولت آمریکا تحت نام‌های (MSA)-همکاری مدافعی
(FOA) ادارهٔ فعالیت‌های خارجی بعداً بنام (ICA) اداره کمک‌های بین‌المللی اجرا نمودند
در سال ۱۹۶۱ توسط جان کندی قانون کمک‌های خارجی آمریکا نافذ گردید. و اداره (ICA) با سایر واحدهای کمکی آمریکا متحد گردیده نام (USAID) را بخود گرفت و از آن پس این اداره رسماً بکار آغاز نمود. که بر چهار برنامه استوار بود.
1. توسعه کمک به کشورها
2. جلوگیری از تخریب
3. کمک برای کشورهای فقیر که مردمان آن تلاش می‌ورزند تا از گرسنگی فرار نموده و صاحب زندگی بهتر گردند.
4. توسعه و اصلاحات دموکراسی در ممالک جهان.

این اداره مستقل تحت پالیسی سکرتر دولت آمریکا کار می‌نماید. فعلاً این اداره در کشورهای جنوب صحرای آفریقا، آسیا آمریکای لاتین و حوزه دریای کارائیب، اروپا کروشیو و شرق میانه همکاری دارد. این اداره در افغانستان نیز خدمات ارزنده اجرا نموده است. دفتر مرکزی این اداره در واشینگتن و هم دفاتر در سراسر جهان باز نموده است. این اداره همکاری نزدیک با سازمان‌های خصوصی داوطلب، دانشگاه‌ها، شرکت‌های آمریکایی، سازمان‌های بین‌المللی، آژانس‌های ایالات متحده و دیگر دولت‌ها دارد. این اداره دارای ۳۰۰ کارمند داوطلب است در جهت همکاری با ۳۵۰۰ کمپنی آمریکایی ارتباط دارد. ریفرم این اداره در زمان ریاست هر رئیس‌جمهور تغییراتی داشته است. که هر رئیس‌جمهور در انکشاف و توسعه این اداره دفترها یا شعبات اضافی را ملحق ساخته‌اند.

## جنجال
در سال ۲۰۱۴ برملا شد که این مؤسسه به صورت محرمانه یک شبکهٔ اجتماعی شبیه توئیتر را برای ایجاد ناآرامی در کوبا راه‌انداخته است.

## وضعیت سازمان در دوره دوم ریاست جمهوری ترامپ
اداره کارآمدی دولت که توسط ایلان ماسک و دونالد ترامپ تشکیل شده است، در تلاش است تا نیروی کار و هزینه‌های دولت این کشور را کاهش دهد. این اداره ۱۶۰۰ کارمند آژانس توسعه بین‌المللی آمریکا را اخراج کرده است. ایلان ماسک این سازمان را "لانه مار مارکسیست‌های چپگرا و افراطی" و "باندی بزهکار" خواند و مدعی شد که آنان از آمریکا "متنفر" هستند.